# 789
789(칠백팔십구)는 788보다 크고 790보다 작은 자연수다.

## 수학
- 합성수로, 그 약수는 1, 3, 263, 789다. 진약수의 합은 267이므로, 789는 부족수다.
- {\displaystyle 789=257+263+269}
  - 연속하는 세 소수(素數)의 합으로 나타낼 수 있으며, 이 성질을 지닌 앞의 수는 771, 다음 수는 803이다.

## 과학
- NGC 789: 삼각형자리 방향에 있는 나선은하.

## 교통

### 철도
- 홋카이도 여객철도 789계 전동차

### 도로
- 현도 제789호선

## 군사
- 789 해군 항공대(영어판): 과거 존재한 영국의 해군 항공대.

## 문화유산
- 대한민국의 보물 제789호: 청자 쌍사자형 베개

## 기타
- 연도: 789년, 기원전 789년